# 世界絶叫グランプリ
『世界絶叫グランプリ』（せかいぜっきょうグランプリ）は、フジテレビのカスペ! で不定期に放送されていたバラエティ番組。司会者は青木さやかと東野幸治。進行はすぽると!の三宅正治（フジテレビアナウンサー）、2回目はとんねるずのみなさんのおかげでしたの伊藤利尋（フジテレビアナウンサー）。青木さやか初のフジテレビゴールデン司会番組でもある。初回では司会者なのになぜか青木さやかが初代No.1となった。

## 番組概要
スタジオで絶叫に挑戦した芸能人とともにVTRを見て、スタジオの観客にどの芸能人の顔が絶叫顔だったかをボタンをおして決定してもらうというもの。芸能人の絶叫顔（ヘボイ顔）No．1を決定する。

## 第1回
「カスペ! 世界絶叫グランプリ'05 最恐マシンVS芸能人ビビリ顔NO1決定戦!!」として2005年2月1日に放送。

### ゲスト（絶叫芸能人）
- ガッツ石松 - 台湾の3大ジェットコースター
- 萩原流行 - 上空1000メートルでアクロバット飛行（オーストラリア）
- 松野明美 - 恐怖134メートルバンジージャンプ（ニュージーランド）
- 宇梶剛士 - ザンベジ川で世界一危険アフリカ激流ラフティング（ザンビア）
- 野村沙知代 - 「スカイコースター」（アメリカ・フロリダ州）
- 丸山和也 - 「ジャイアントフリスビー」（ナガシマスパーランド）
- 石田純一 - 「ドドンパ」（富士急ハイランド）
- 青木さやか - 「ブルーフォール」（横浜・八景島シーパラダイス）

絶叫芸能人の見届人：輪島功一・出川哲朗・KABA.ちゃん・中村豪（やるせなす）・あびる優・若槻千夏・山中秀樹（フジテレビアナウンサー）・高橋真麻（フジテレビアナウンサー）

## 第2回
「カスペ! 世界絶叫グランプリ'05 最恐マシンVS芸能人ビビリ顔NO1決定戦!!」と、第1回と同タイトルで2005年10月18日放送。
第1回の放送を見て断ってきたタレントが多かった為、第2回ではニセ番組を装ってタレントのオファーを取り、最終的に絶叫マシンに乗せるという事が行われた。ちなみにオファーを受けたタレントの殆んどが絶叫マシンに乗るのが大の苦手（普段でも下から見ているだけ）ということを公言している人ばっかりだったため、体験した後はおお泣きする人、気絶する人など普段は見ることができない素の部分をさらけ出してしまう結果となった。

### ゲスト（絶叫芸能人）
- 波田陽区 - 「ロイヤルラッシュスカイコースター」（アメリカ・コロラド州「ロイヤルジョージブリッジアンドパーク」）
- ボビー・オロゴン - 「キング・オブ・コースターFUJIYAMA」「超・戦慄迷宮」（富士急ハイランド）
- 丸山和也 - ラフティング（ニュージーランド「カイツナ川」）
- ダンディ坂野 - 216メートルバンジージャンプ（南アフリカ「ブロークランズ橋」）
- 酒井敏也 - 「サーフコースター」（横浜・八景島シーパラダイス）
- 北斗晶 - 「フライバイワイヤー」（ニュージーランド・クイーンズタウン）
- 青木さやか - 「ロケットバンジー」（中国・北京）

絶叫芸能人の見届人：ランディ・マッスル・アドゴニー・ロロ・大沢あかね・佐々木健介・高橋真麻（フジテレビアナウンサー）・山中秀樹（フジテレビアナウンサー）・斉藤舞子（フジテレビアナウンサー）
スタジオゲスト：中尾彬・梨花・ガッツ石松・KABA.ちゃん

## 歴代絶叫・ビビリ顔No．1
- 初代 - 青木さやか
- 2代目 - ダンディ坂野

## スタッフ
- ナレーション　真地勇志・田中真弓
- 構成　そーたに・白川ゆうじ・海老克哉・やまだもとこ
- 企画　北尾泰博
- プロデューサー　石野美知江
- 演出　星利也・吉原利一
- 制作　株式会社 TVBOX ・ フジテレビ